# Maso (genre)
Pour les articles homonymes, voir Maso.
Genre
Synonymes
- Caseola Emerton, 1909

Maso est un genre d'araignées aranéomorphes de la famille des Linyphiidae.

## Distribution
Les espèces de ce genre se rencontrent en écozone holarctique et en Indonésie.

## Liste des espèces
Selon World Spider Catalog (version 25.0, 23/01/2024) :
- Maso douro Bosmans & Cardoso, 2010
- Maso gallicus Simon, 1894
- Maso krakatauensis Bristowe, 1931
- Maso navajo Chamberlin, 1949
- Maso politus Banks, 1896
- Maso sundevalli (Westring, 1851)

## Systématique et taxinomie
Ce genre a été décrit par Simon en 1884 dans les Theridiidae.
Caseola a été placé en synonymie par Bishop et Crosby en 1935.

## Publication originale
- Simon, 1884 : Les arachnides de France. Paris, vol. 5, p. 180-885 (texte intégral).